# خان قاسم أباد
خان قاسم أباد (بالفارسية: کاروانسرای قاسم‌آباد) هو خان تاريخي يعود إلى عصر السلالة الصفوية، ويقع في مقاطعة بجستان.